# Linda de Suza
Teolinda Joaquina de Sousa Lança, más conocida como Linda de Suza, (Beringel, Portugal; 2 de febrero de 1948-Gisors, Francia, 28 de diciembre de 2022)  fue una cantante, actriz y autora franco-portuguesa de éxitos lusófonos y francófonos.

## Primeros años
Linda de Suza nació en Beringel, Beja (Alentejo), en el sur de Portugal. Suza dejó su tierra natal, Portugal, por Francia en la década de 1970 y comenzó a trabajar en trabajos de baja categoría.

## Carrera
A fines de la década de 1970 logró grabar discos de música. Sus obras como Tiroli-Torola, La fille qui pleurait, Un Enfant peut faire le monde y L'Étrangère atrajeron a una gran audiencia en Francia. Superó su éxito con su actuación en Olympia de París.
Suza cantaba fado, folk, baladas y canciones populares tanto en francés como en portugués y fue apodada "Amália de Francia" en honor a Amália Rodrigues, a quien rindió homenaje en su canción "Amália". Amália Rodrigues, conocida como "Rainha do Fado" ("Reina del Fado") allanó el camino para Linda de Suza, Tonicha, Lenita Gentil, Cândida Branca Flor, Dulce Pontes, Mariza y Mísia, entre otras conocidas cantantes portuguesas y descendientes de portuguesas.
En 1984, Linda de Suza publicó su autobiografía La Valise en Carton (La maleta de cartón) el cual vendió dos millones de ejemplares. El libro también se publicó el mismo año en Portugal, como A Mala de Cartão. Su libro fue seguido por una serie de novelas. La Valise en carton fue adaptada a una miniserie de cine-película en 1988.
Falleció en Normandía el 28 de diciembre de 2022 a los 74 años, tras haber padecido una segunda vez de COVID-19.

## Álbumes
- 1978: La fille qui pleurait / Un portugués
- 1979: Amalia / Lisboa
- 1980: Cara a cara
- 1981: Vous avez tout change
- 1981: Em Português
- 1982: L'Étrangere
- 1983: Comme vous
- 1984: La oportunidad
- 1984: perfil
- 1985: Rendez-le-moi
- 1986: La Valise en carton: la comédie musicale
- 1989: Qu'est-ce que tu sais faire?
- 1991: Simplement vivre

Álbumes en vivo
- 1983: A L'Olympia

Álbumes recopilatorios
- 1980: 13+3
- 1981: Disque d'or (Un niño peut faire chanter le monde)
- 1982: 13+3
- 1985: 13+3
- 1986: Compilación Super Look
- 1992: Linda de Suza: Ses plus belles chansons
- 1995: Lo mejor de
- 1998: Linda de Suza (Best of, incluyendo también algunas canciones inéditas)

## Sencillos y pistas
Linda de Suza cantaba en portugués y francés. Algunas de sus canciones más conocidas (con posiciones en las listas de éxitos en Francia donde corresponda):
| Año                           | Canciones                                                                                | Posición más alta en Francia |
| ----------------------------- | ---------------------------------------------------------------------------------------- | ---------------------------- |
| 1978                          | "Un portugués"                                                                           | 49                           |
| 1979                          | Uma moça chorava                                                                         | 52                           |
| 1979                          | "La fille qui pleurait"                                                                  | 82                           |
| 1979                          | "Lisboa" / "Je ne demande pas"                                                           | 65                           |
| 1979                          | "Amália (Ne laisse pas mourir le fado)" / "Les œillets rouges"                           |                              |
| 1980                          | "Tiroli-tirola" / "Não te cases"                                                         | 3                            |
| 1980                          | "¡Hola! La vie" / "Le Moissonneur"                                                       | 72                           |
| 1980                          | "Un niño peut faire chanter le monde" / "Vive la liberté"                                | 58                           |
| 1981                          | "Frente a frente" / "Cara a cara"                                                        |                              |
| 1981                          | "Toi, mon amour caché" / "Dans les yeux de l'homme qui nous aime"                        | 43                           |
| 1981                          | "Chuvinha (Petite pluie)" / "Chuva. . . Chuvinha"                                        | 84                           |
| mil novecientos ochenta y dos | "Si tu existe encore" / "Vous les hommes"                                                | 81                           |
| mil novecientos ochenta y dos | "La maison de cet été" / "O malmequer mentiroso"                                         | 85                           |
| mil novecientos ochenta y dos | "On est fait pour vivre ensemble"                                                        | 37                           |
| mil novecientos ochenta y dos | "L'Étrangère" / "María Dolores"                                                          |                              |
| mil novecientos ochenta y dos | "Une fille de tous les pays" / "Nasci para cantar"                                       |                              |
| 1983                          | "Canto Fado (Medley)" / "Superstición"                                                   |                              |
| 1983                          | "Comme un homme" / "Kennedy"                                                             | 59                           |
| 1983                          | "Marinheiro" / "Coimbra (Avril au Portugal)"                                             |                              |
| 1984                          | "Comme vous" / "C'est l'amour"                                                           | 50                           |
| 1984                          | "Marinheiro" / Tu seras son père"                                                        | 63                           |
| 1984                          | "Un día en se rencontrera" / "Bailinho da Madeira"                                       | 41                           |
| 1984                          | "Un día en se rencontrera" / "Aventurier"                                                | 63                           |
| 1984                          | "Gri Gri" / "Un día ici, un día ailleurs"                                                | 84                           |
| 1984                          | "La Oportunidad" / "Niño Mau"                                                            | 71                           |
| 1985                          | "Rendez-le moi" / "Como um portugues sem fado"                                           | 81                           |
| 1986                          | "Cavaleiro / L'Exil"                                                                     | 85                           |
| 1986                          | "Llévame de vuelta al tiempo" / "Si no me amas, déjame ir"                               |                              |
| 1986                          | "La Volonté" / "De moi ici à moi mà-bas"                                                 | 80                           |
| 1986                          | "L'endroit où la pluie cesse"                                                            | 96                           |
| 1987                          | "Maradona" / "Nos yeux font l'amour"                                                     |                              |
| 1988                          | "Ça ne s'oublie pas" / "Canta teu passado"                                               | 95                           |
| 1989                          | "Dis-moi pourquoi' (dúo con su hijo João Lança (Janot)) / "Qu'est-ce que tu sais faire?" |                              |
| 1989                          | "Pela estrada a fora" / "Qu'est-ce que tu sais faire ?"                                  |                              |
| 1989                          | "Hör die Musik" / "Grossmama en Jeans Activ"                                             |                              |
| 1990                          | "Les Enfants de Balaïa" / "Os Meninos da Balaia"                                         |                              |
| 1991                          | "Rien qu'un sourire" / "Ne perds pas l'espoir"                                           | 85                           |
| 1991                          | "En chaque enfant se cache une fleur" / "Meu lirio rouxo"                                |                              |
| 1992                          | "Baté o pé" / "Vou eu vou"                                                               |                              |